# Les Tortillards
Les tortillards (Trenurile de navetiști) este un film franțuzesc de comedie din 1960. Este regizat de Jean Bastia după un scenariu de Pierre Gaspard-Huit. Louis de Funès interpretează rolul industriașului Émile Durand, care nu dorește ca fiul său Gérard (interpretat de Roger Pierre) să plece cu Suzy Beauminet (Danièle Lebrun), o fată de la un teatru ambulant. Filmul a fost cunoscut ca "Io... mio figlio e la fidanzata" în Italia și ca "Der Umstandskrämer" în Germania de Est.

## Distribuție
- Jean Richard este César Beauminet, directorul unor trupe de teatru
- Roger Pierre ca Gérard Durand, fiul lui Emile
- Louis de Funès ca Emile Durand, creatorul bombei insecticid "Cicero"
- Danièle Lebrun ca Suzy Beauminet, fiica lui César
- Madeleine Barbulée ca Adélaïde Benoit, mătușa lui Gérard
- Jeanne Helly ca Marguerite Durand, soția lui Emile
- Annick Tanguy ca Fanny Raymond, un tovarăș de-al lui César
- Robert Rollis ca Ernest, un om din trupă
- Billy Bourbon ca Albert Albert, acrobatul trupelor
- Max Desrau ca "Pépé", pictorul trupelor
- Christian Marin ca Léon, colegul lui Emile
- Nono Zammit ca Paulo,  omul de la recuzită

## Legături externe
- Les Tortillards la Internet Movie Database
- Les Tortillards la CineMagia
- Les Tortillards (1960) la Films de France